# José Felipe Abárzuza y Rodríguez de Arias

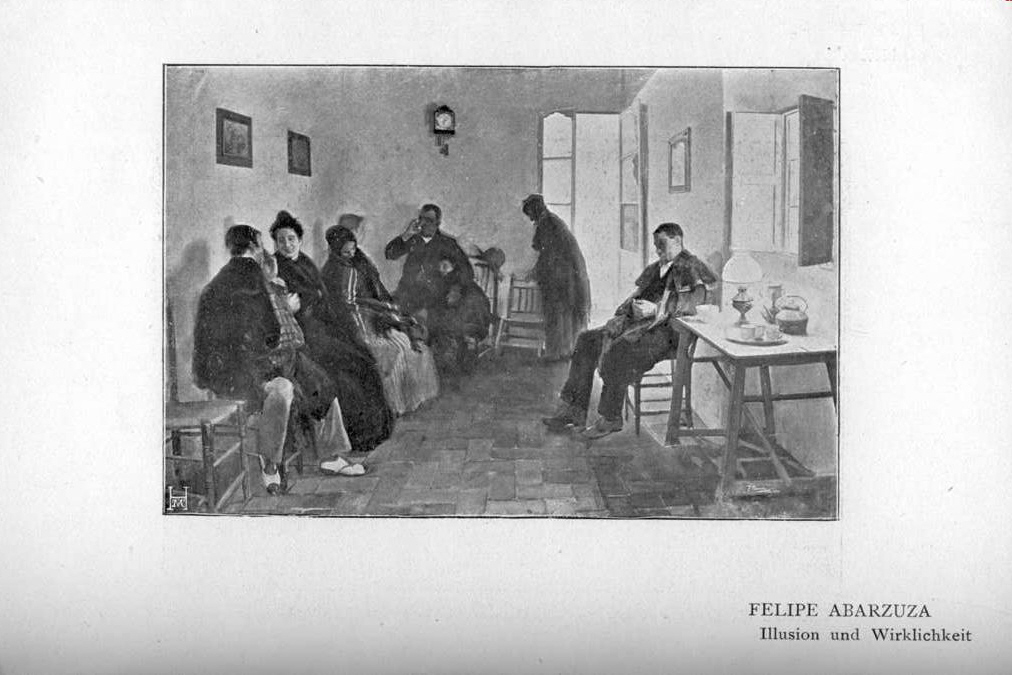
Eine Fotografische Reproduktion von Illusionen und Realität, aufbewahrt im Museo Nacional Centro de Arte Reina Sofía in Madrid.

José Felipe Abárzuza y Rodríguez de Arias (* 22. Mai 1871 in Cádiz; † 21. September 1948 in Puerto Real bei Cádiz) war ein spanischer Maler.

## Leben und Werk
José Felipe Abárzuza y Rodríguez de Arias entstammte einer begüterten Familie. Schon früh interessierte er sich für die Malerei und studierte von 1886 bis 1890 an der Akademie der Bildenden Künste in Cádiz, wo er vor allem von seinem Lehrer José Morillo beeinflusst wurde. Anschließend lebte er in Madrid und war dort Schüler des Malers Joaquín Sorolla, der ihn mit der Farbentheorie des Impressionismus vertraut machte und den nachhaltigsten Einfluss auf sein künstlerisches Schaffen hatte.
Bei den Ausstellungen in Madrid gewann Abárzuza in den Jahren 1892 und 1895 zwei Medaillen zweiter Klasse. Auch sein auf der Ausstellung von 1899 präsentiertes Werk Ilusiones y realidades („Illusionen und Wirklichkeit“) wurde mit einer Medaille ausgezeichnet und erhielt eine weitere auf der 1901 in München abgehaltenen Internationalen Kunstausstellung. 1901 schuf Abárzuza das Werk El azahar de la novia („Das Orangenblüten-Bukett der jung Vermählten“).
1902 ließ sich Abárzuza wieder in Cádiz nieder, wo er seinem privaten Geschäft als Winzer nachging, aber auch an der dortigen Kunstakademie lehrte. Er schuf vor allem Genrebilder, daneben auch Landschaftsporträts und dekorative Wandgemälde an Zimmerdecken. So gilt als seine bedeutendste Arbeit die Ausmalung des Plafonds des Gran Teatro Falla in Cádiz, die er u. a. mit Unterstützung seines Schülers Julio Moisés von 1906 bis 1909 ausführte. 1911 wurde er Direktor des Museums von Cádiz. Dort befinden sich einige seiner Werke; andere bewahrt das Museo del Prado auf. Ferner war Abárzuza auch Professor an der Escuela de Artes e Industrias y Bellas Artes von Cádiz.